# امتصاص معوي
. تعريف الامتصاص المعوي:
الامتصاص المعوي هو العملية الحيوية التي من خلالها تجتاز المغذيات جدار الأمعاء الدقيقة إلى الدم ليتم الاستفادة منها.
. مقر الامتصاص المعوي:
يتم امتصاص المغذيات على مستوى جدار المعي الدقيق الذي يتميز ب:
1. وجود انثناءات صفيحية تدعى التجعدات المعوية وهذه الأخيرة مغطاة بعدد كبير من الزغبات المعوية.
2. رقة الجدار المعوي.
3. غزارة الشعيرات الدموية.
4. جدار المعي الدقيق يشكل سطح تماس وتبادل واسع بين العناصر المهضومة والدم.
5. البنية تناسب الوظيفة.